# Bembidion bifossulatum
Bembidion bifossulatum es una especie de escarabajo del género Bembidion, familia Carabidae. Fue descrita científicamente por LeConte en 1852.
Habita en Canadá y los Estados Unidos. Mide 6,8-7,7 mm.